# 瓦西里夫卡 (多布羅韋利奇基夫卡市鎮)
48°25′24″N 31°10′40″E / 48.42333°N 31.17778°E
瓦西里夫卡（烏克蘭語：Василівка）是烏克蘭中部基洛夫格勒州新烏克蘭卡區多布羅韋利奇基夫卡市鎮的村莊，始建於1860年，面積0.45平方公里，海拔高度154米，2001年人口96，人口密度每平方公里214.8人。